# Ameugny
Ameugny település Franciaországban, Saône-et-Loire megyében. Lakosainak száma 168 fő (2022. január 1.). Ameugny Cortevaix, Bray, Cormatin, Flagy és Taizé községekkel határos.

## Népesség
A település népességének változása:
| Lakosok száma | 160  | 168  | 174  | 172  | 170  | 167  | 167  | 168  | 168  |
|               | 2013 | 2015 | 2016 | 2017 | 2018 | 2019 | 2020 | 2021 | 2022 |